# Temple Ewell
Temple Ewell is een civil parish in het bestuurlijke gebied Dover, in het Engelse graafschap Kent met 1669 inwoners.